# Trausnitz (hrad)
Hrad Trausnitz v údolí řeky Pfreimd je historické sídlo na 448 metrů vysokém kopci na jižním okraji obce Trausnitz v zemském okrese Schwandorf v Horní Falci. Je to jeden z nejkrásnějších a nejzachovalejších hradů v Bavorsku.

## Historie
Hrad nechali postavit páni z Waldthurnu, ministeriálové hrabat z Ortenburgu-Murachu, pravděpodobně v polovině 13. století. První písemná zmínka o sídle pochází z roku 1261. Kolem roku 1280 se dostal do vlastnictví rodu Wittelsbachů.
Hrad Trausnitz proslavilo 28měsíční věznění Fridricha Sličného po bitvě u Mühldorfu. Z této bitvy mezi Ludvíkem Bavorem a Fridrichem Sličným na Ampfingerském vřesovišti u Mühldorfu 28. září 1322 vyšel Habsburk jako poražený a byl uvězněn na hradě Trausnitz. Tato bitva byla také poslední velkou rytířskou bitvou na německé půdě.
V roce 1305 propůjčil rod Wittelsbachů hrad svému místodržiteli Weichnandovi. Ačkoli Weichnand nepatřil k šlechtě, těšil se u císaře Ludvíka Bavora nejvyšší přízni, což se projevilo mimo jiné tím, že mu císař svěřil do péče zajatého Habsburka.
Poté, co místodržitel zemřel bez mužských potomků, stal se hrad dočasně společným majetkem rodu Zengerů, kteří se o něj museli dříve dělit s Punzingerem a Wiltingerem, než přešel do vlastnictví samotných Zengerů.
Od poloviny 16. století jsou na hradě Trausnitz doloženi také Svobodní pánové von Sparneckerové. Po zničení rodových hradů Švábskou konfederací přišel rod komplikovanými příbuzenskými vztahy do Horní Falce. Na hradě Trausnitz rod opět vzkvétal až do svého vymření v roce 1744.
V roce 1689 hrad značně poškodil požár. V roce 1700 byl vedle hradu postaven nový palác, později sloužící jako pivovar. Svědčí o tom nápis nad hlavní branou hradu.
Po dlouhých jednáních získali 12. června 1714 dvorskou marku a hrad baroni von Quentel, dědiční mannové ze Schwandorfu. V roce 1763 přešel majetek koupí do vlastnictví rodiny von Hannakam a jejich zetě barona von Karg-Bebenburg.
Aby vyřešili problémy s dědictvím, prodali baroni z Karg-Bebenburgu hrad listinou ze dne 2. září 1830 bavorskému králi Ludvíkovi I. Budovy hradu a další nemovitosti byly prodány jednotlivě.
V roce 1825 se zřítila velká část jihovýchodního křídla hradu, které bylo od roku 1700 neobydlené. V roce 1837 nechala bavorská vláda velmi zchátralou budovu hradu obnovit.

## Současné využití

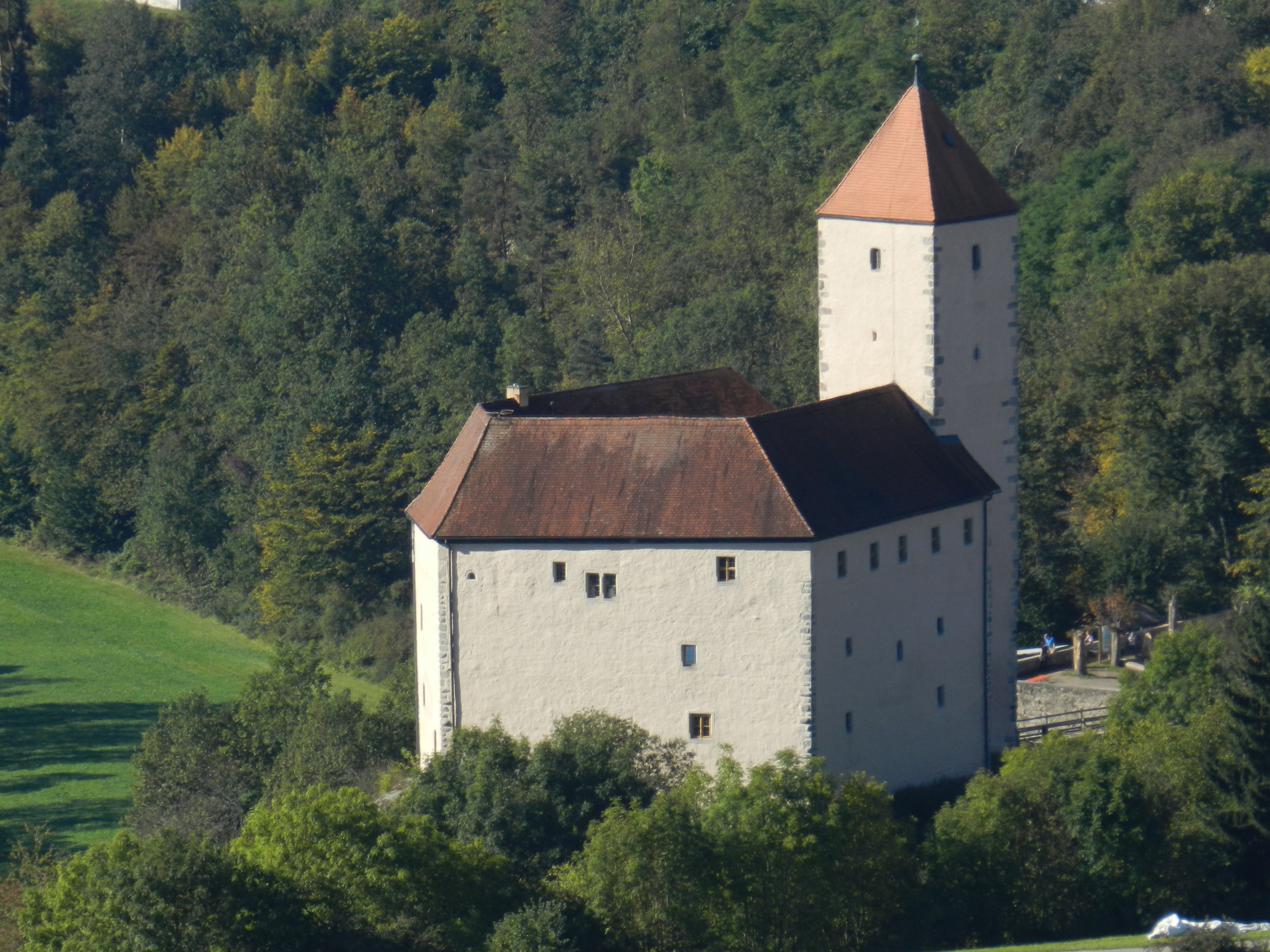
Hrad Trausnitz

Hrad Trausnitz má funkci mládežnické ubytovny. V letech 1993-1997 proběhla rozsáhlá adaptace hradního komplexu na ubytovací zařízení.
Hradní slavnosti v Trausnitz měly připomenout věznění Fridricha Sličného Habsburského jako nejvýznamnější událost v obci. V roce 1926 vznikla v Trausnitz hra Fridrich Sličný a Ludvík Bavor. Tato hra, kterou napsal historicky a literárně ambiciózní mnichovský učitel Fritz Hacker a s velkým úsilím ji nastudoval, se hrála na hradě ještě jednou v roce 1927, ale pak opět upadla v zapomnění.
Na počátku osmdesátých let 20. století bylo založeno zájmové sdružení Burgfestspiele. V roce 1992 se hra dočkala úspěšného obnovení. V roce 1997 se zámecký festival konal znovu, tentokrát však s novou divadelní hrou Vězeň na hradu Trausnitz, kterou napsal Peter Klewitz. Navzdory velkému úspěchu se pak už žádné další představení nekonalo.

## Popis
Dnes je hrad malým trojkřídlým komplexem na pětiúhelníkovém půdorysu. Na přístupové straně na západě je zajištěn příkopem, ale nemá obvodovou zeď. Prstenec tak uzavírají vysoké obvodové zdi obytných budov. Stísněné vnitřní nádvoří je uzavřeno třemi věžovitými křídly budovy. V severozápadním rohu vedle brány se nad komplexem tyčí čtvercová strážní věž.